# West City Radio
West City Radio este primul post de radio privat din partea de vest a României și unul dintre primele din țară autorizate oficial.
Inițial, la data de 24 ianuarie 1995, postul s-a lansat la Timișoara sub denumirea de Radio Vest. În 2005, odată cu procesul de rebranding, a devenit West City Radio.
În prezent emite pe frecvența de 88,8 MHz, rămânând astfel singurul post de radio local și privat din Timișoara.

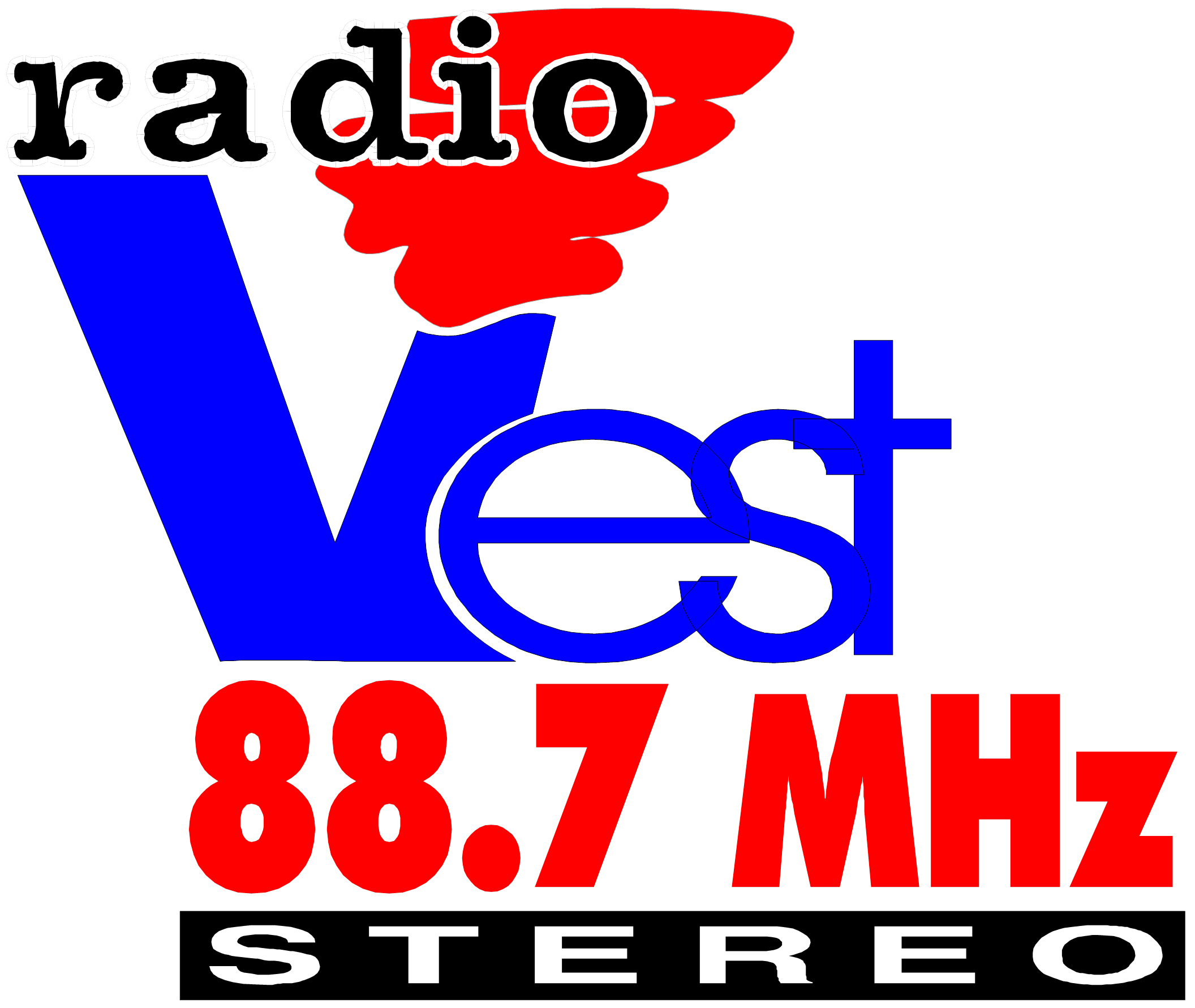
Sigla utilizată în perioada 1995-2002

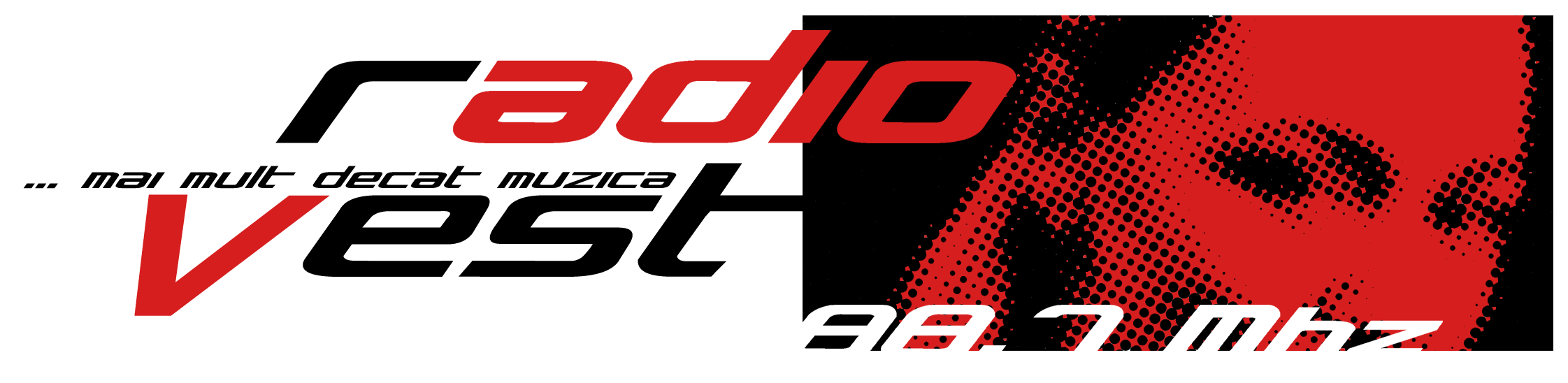
Sigla utilizată în perioada 2002-2005

Programe
- Știrile West City Radio
- Împreună în Timișoara
- La Pas prin Timișoara
- Expresul de Timișoara
- Casa Soarelui Răsare
- Infuzia de Cultură
- Topul celor mai frumoși ani

Realizatori
- Iulian Casian
- Stelian Grigorescu
- Andrei Glăvan
- Jasmina Mitrici
- Andreea Oance
- Dani Bardoș
- Simona Hupov

Foști realizatori 
- Ali Baeram
- Gabriel Horț
- Marian Odangiu
- Marius Melnic
- Mădălina Răveanu
- Mihai Niculescu
- Sergiu Simionese